# Semirhytus crassivena
Semirhytus crassivena är en stekelart som först beskrevs av Günther Enderlein 1920.  Semirhytus crassivena ingår i släktet Semirhytus och familjen bracksteklar. Inga underarter finns listade i Catalogue of Life.